# Silke Rottenberg
Silke Rottenberg, född den 25 januari 1972 i Euskirchen, Tyskland, är en tysk fotbollsspelare. Vid fotbollsturneringen under OS 2004 i Aten deltog hon det tyska lag som tog brons. 